# Andreas Ivanschitz
Andreas Ivanschitz (Kismarton, 1983. október 15. –) osztrák válogatott labdarúgó, a  Seattle Sounders FC középpályása.

## Pályafutása

### Klub
Juniorkarrierjét szülővárosa csapatában, az ASK Baumgartenben kezdte, ahol kilenc évet töltött. 1998-tól, vagyis mindössze tizenöt éves korától már a Rapid játékosa volt, alig egy évvel később, 1999. október 26-án, még mindig csak tizenhat évesen, pedig már be is mutatkozott a zöld-fehér klub színeiben egy kupamérkőzésen. Itt hét év alatt közel kétszáz mérkőzésen szerepelt, 2003-ban bajnoki címet szerzett, utolsó idényében pedig megválasztották az év osztrák játékosának.
2006-ban rövid ideig a Salzburg játékosa volt. Még nyáron Görögországba, a Panathinaikószhoz igazolt. A görög klubnak hivatalosan 2011-ig volt a játékosa, azonban már 2009-től a német Mainzban szerepelt, eleinte kölcsönben. 2011 telén a német klub végleg megvásárolta őt.

### Válogatott
A nemzeti csapatban 2003 februárjában, Görögország ellen mutatkozott be, Markus Weissenberger cseréjeként. Tagja volt a félig hazai rendezésű 2008-as Eb-n szereplő osztrák csapatnak is.
2009-ben összeveszett az akkori szövetségi kapitány Dietmar Constantinivel, és kijelentette, hogy amíg ő a szövetségi kapitány, nem hajlandó szerepelni a válogatottban. 2011. szeptember 13-án Constantini lemondott, így Ivanschitz ismét elfogadta a meghívást a válogatott-mérkőzésekre.

## Sikerei, díjai
- Osztrák bajnok 2005-ben a Rapiddal
- Osztrákkupa-döntős 2005-ben a Rapiddal
- Az év legjobb osztrák labdarúgója 2003-ban